# Javier Espinosa Robles
Javier Espinosa Robles (Màlaga, 1964) és un periodista espanyol. El 1994 va començar a publicar a El Mundo. Ha viscut i treballat al Líban, Afganistan, l'Iraq, Egipte, Líbia, Algèria i Síria. És corresponsal a Hong Kong.

## Biografia
Llicenciat en Ciències de la Comunicació, al llarg de la seva trajectòria ha treballat com a redactor en els diaris El Día i La Tarda de les Illes Canàries, el diari Ya, la revista Época i diari El Mundo. Així mateix, ha estat col·laborador del diari El Independiente, l'agència EFE i Onda Cero.
Al llarg de la seva trajectòria ha estat destinat com a corresponsal d'Época a Londres el 1989; corresponsal d'El Mundo a Amèrica Llatina, amb base a Mèxic de 1995 a 1999; i corresponsal del mateix diari a l'Àfrica, amb base a Rabat de 1999 a 2002. Durant aquest temps ha cobert la Guerra d'Angola, la Guerra de Sri Lanka, la Guerra del Golf (1990), la Guerra de Iugoslàvia (Croàcia i Bòsnia), va cobrir el Genocidi de Ruanda, la Guerra del Cenepa, la Guerra de Colòmbia. El 1994 va cobrir el final de l'Apartheid a Sud-àfrica. A Amèrica Llatina, va cobrir entre 1995 i 1999 tots els esdeveniments significatius ocorreguts en aquest continent, des de l'Operació Uphold Democracy fins a la crisi dels ostatges de l'ambaixada japonesa a Perú, passant pel cas Pinochet a Xile, el conflicte entre l'Equador i el Perú, o les eleccions presidencials d'una desena de nacions.
El 1999 va ser segrestat pels rebels de Sierra Leone. L'any 2000 Espinosa va guanyar el Premi Internacional de Periodisme Rei d'Espanya per la crònica «Regreso al infierno de Sierra Leona», en què descrivia el conflicte armat a través dels nens soldats. Va ser corresponsal al Pròxim Orient del diari El Mundo, on va cobrir la Segona Intifada, la guerra de l'Iraq des del 2003, la Guerra del Líban de 2006 i des del 2011, les revoltes àrabs a excepció de la de Tunísia.
Durant la guerra civil siriana, el 16 de setembre de 2013, va ser segrestat amb el fotoperiodista Ricard Garcia Vilanova al checkpoint de Tell Abyad, a la governació d'Ar-Raqqà, per Estat Islàmic quan intentaven abandonar Síria després de dues setmanes cobrint el conflicte. El 4 d'octubre també havia estat capturat a Síria el reporter Marc Marginedas. Juntament amb Marc Marginedas i Ricard Garcia Vilanova, va rebre el Premi Internacional de Periodisme Manuel Vázquez Montalbán 2013 i el X Premi José Couso de Llibertat de Premsa. També compta amb tres premis Bayeux-Calvados, el Miguel Gil Moreno (2012) i el Cirilo Rodríguez.